# Susan Jane Cunningham
Pour les articles homonymes, voir Cunningham.
Susan Jane Cunningham est née le 23 mars 1842 et morte le 24 janvier 1921. Elle est une mathématicienne américaine qui a joué un rôle majeur dans la fondation et le développement du Swarthmore College.

## Formation et carrière
Susan Jane Cunningham est née le 23 mars 1842 à Bond Head, dans le Comté de Simcoe, en Ontario. Elle est la fille de William Cunningham et Altha Eliza Lewis. Elle grandit en Virginie, et étudie les mathématiques et l'astronomie avec Maria Mitchell au Vassar College en tant qu'étudiante spéciale en 1866–67. Elle étudie aussi ces sujets durant plusieurs étés à l'Université Harvard, l'Université de Princeton, Newnham College, à Cambridge, l'observatoire Greenwich en Angleterre et Williams College.
En 1869 elle est l'une des fondatrices des départements de mathématiques et d'astronomie à Swarthmore, elle dirige ces deux divisions jusqu'à sa retraite en 1906. Elle est la première professeure d'astronomie de Swarthmore et elle est professeure de mathématiques au collège ouvert en 1871,.
En 1888 elle est à la tête du département de mathématiques, et la même année elle reçoit la permission d'organiser et d'équiper le premier observatoire à Swarthmore, qui abrite le département d'astronomie, et où elle vit jusqu'à sa retraite ; il est connu sous le nom d'observatoire Cunningham,. Le bâtiment existe encore sur le campus bien qu'il ne soit plus utilisé comme observatoire, et il est connu actuellement sous le nom de Cunningham Building,. En 1888 Cunningham reçoit le premier doctorat de sciences honoris causa jamais décerné à Swarthmore.

## Prix et distinctions
En 1891 elle devient la sixième femme à se joindre à la New York Mathematical Society, qui devient plus tard la American Mathematical Society. La première est Charlotte Angas Scott et les quatre autres sont Mary E. Byrd du Smith College, Mary Watson Whitney de Vassar, Ellen Hayes de Wellesley et Amy Rayson, professeure de mathématiques et physique dans une école privée de New York.
Susan Jane Cunningham est aussi membre de la Astronomical Society of the Pacific dès 1891. En 1890, elle est membre fondatrice de la British Astronomical Association, jusqu'en septembre 1908.
Cunningham décède le 24 janvier 1921 d'une défaillance cardiaque. Ses funérailles ont lieu dans le Swarthmore College Meeting House, et a accueilli de nombreuses personnalités.